# Svatý Zikmund

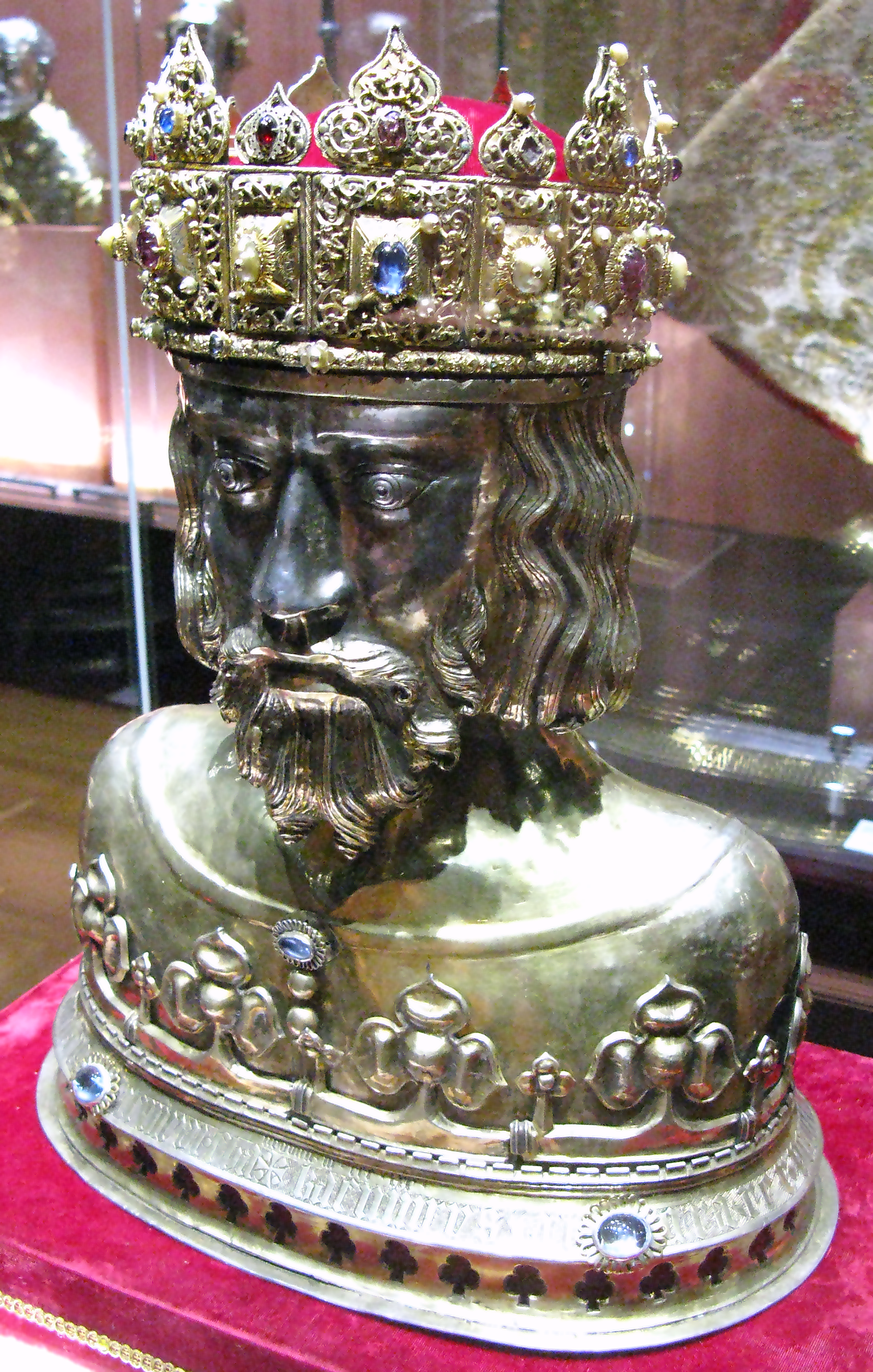
Busta svatého Zikmunda v katedrále v Płocku

Zikmund také Zikmund Burgundský (gótsky 𐍃𐌹𐌲𐌹𐍃𐌼𐌿𐌽𐍄𐌷, Sigismunþ, latinsky Sigismundus) (475? – 1. května 524 Aurelianum) byl králem Burgundů od roku 516 až do své smrti. Byl synem krále Gundobada, po němž v roce 516 převzal vládu nad Burgundy. Spolu s bratrem Godomarem III. byli poraženi v bitvě u Vézeronce Chlodvíkovými syny. Godomar z bitvy uprchl, ale Zikmund byl zajat Chlodomerem, králem Aureliana, kde byl držen jako vězeň. Později byl spolu s manželkou a jeho dětmi popraven. Katolickou církví a pravoslavnými církvemi je uctíván jako světec a je také jedním z českých zemských patronů.

## Životopis
Zikmund byl synem burgundského krále Gundobada a žákem Avita z Vienne, chalcedonského biskupa z Vienne, který odvrátil Zikmunda od ariánské víry burgundských předků. Ve Valais v roce 515 založil klášter zasvěcený svatému Mauriciovi. Následující rok se stal králem Burgundů.
Podle Řehoře z Tours se Zikmund oženil s Ostrogotou, dcerou ostrogótského krále Theodoricha Velikého. V manželském svazku se narodil syn Sigerich. Po smrti Ostrogoty se ovdovělý Zikmund znovu oženil, jeho druhá manželka „nevlastního syna týrala a urážela ho“. Když o svátku roku 517 viděl Sigerich svou nevlastní matku oblečenou ve slavnostních šatech své zesnulé matky, zvolal, že není hodna je nosit. Podle burgundského práva měly šaty jeho matky připadnout jeho sestře Suavegottě. Královna přesvědčila Zikmunda, aby se vypořádal se svým synem. Tvrdila, že Sigerich plánoval Zikmundovu vraždu, aby se zmocnil burgundského trůnu a také si údajně činil nároky na Ostrogótské království jeho dědečka Theodoricha Velikého. Zikmund nařídil, aby syna v opilosti vzali a utopili ho ve studni. Poté přemožený výčitkami svědomí, se stáhl do kláštera, který založil. Zde žil mnišským životem a modlil se, aby mu bylo odpuštěno.
V roce 523 se Chrodechilda, dcera Chilpericha II. Burgundského, kterého v roce 493 zavraždil Zikmundův otec Gundobad, chtěla pomstít za vraždu svého otce a tak popudila své syny proti Zikmundovi, čímž vyvolala mezi Burgundy občanskou válku, která vedla k Zikmundovu sesazení, uvěznění a následující rok k jeho zavraždění. V roce 523 království Burgundů napadli franští králové, Chlodomer, Childebert I., Chlothar I. a Theuderich I., synové franského krále Chlodvíka I. a Chrodechildy. Zikmund spolu s bratrem Godomararem se s franskými králi střetli v bitvě, v niž byli Burgundi poraženi. Godomar z bitvy uprchl, zatímco Zikmund si oblékl mnišský hábit a ukryl se v cele poblíž svého opatství. Byl zajat Chlodomerem, králem Aureliana a popraven stětím, jeho tělo bylo vhozeno do studny. Spolu se Zikmundem byla zavražděna i jeho manželka a jejich děti.

## Zikmundův kult
V roce 535 byly Zikmundovy ostatky ze studny v Coulmiers vyzvednuty a pohřbeny v opatství Saint Maurice d'Agaune ve švýcarském kantonu Valais. Později byl kanonizován. Dodnes se dochovala korespondence mezi Zikmundem a Avitem z Vienne, který byl básníkem a jedním z posledních mistrů klasického literárního umění.
V roce 1366 převezl císař Svaté říše římské Karel IV. Zikmundovy ostatky do Prahy, kde se postupem času Zikmund stal patronem Království českého, nyní Česka. Relikviář svatého Zikmunda je také v polském Płocku.
Karel IV. dal světcovo jméno jednomu ze svých synů, pozdějšímu uherskému králi Zikmundovi Lucemburskému, který byl zároveň i českým králem a císařem Svaté říše římské. V roce 1424 Zikmund na počest svatého Zikmunda nechal v Budíně postavit kostel. Téhož roku odvezl ostatky svatého Zikmunda z Prahy do uherského Varadína, aby je ochránil před vzbouřenými husity.
Jeho svátek se ve světě slaví 1. května a v Česku 30. dubna. V Polsku je svatý Zikmund patronem města Płock a v Itálii patronem města Cremona.

## Seznam burgundských králů
| Seznam burgundských králů Zdroje se často rozcházejí a tak data o králích Burgundska nemusejí být přesné                                                                  |                                                                                       |                                                                                  |                                                                                  |
| Sbírka zákonů Lex Burgundionum: Hlava III, De la liberté de nos esclaves, cituje jména Gundobadových předků v « královské paměti»: Gibica, Godomar I., Giselher, Gundahar |                                                                                       |                                                                                  |                                                                                  |
| Germánie – Porýní |                                                                                       |                                                                                  |                                                                                  |
| Gibica ? Historický nebo mytický předek burgundských králů |                                                                                       |                                                                                  |                                                                                  |
| Godomar I. ? | Giselher ?                                                                            | Gundahar ?                                                                       | Gundahar ?                                                                       |
| Vládli ve stejnou dobu, nebo jeden po druhém? |                                                                                       |                                                                                  |                                                                                  |
| Království ve Wormsu ? |                                                                                       |                                                                                  |                                                                                  |
| Gundahar († asi 436/437 ?) |                                                                                       |                                                                                  |                                                                                  |
| Vládl Sapaudii, (Ženevský region) a rozšířil království do údolí Rhôny a Saôny                                                                                            |                                                                                       |                                                                                  |                                                                                  |
| Gondioch († asi 463–473 ?) | Gondioch († asi 463–473 ?)                                                            | Chilperich I. († asi 476 ?)                                                      | Chilperich I. († asi 476 ?)                                                      |
| Chilperich I. po smrti Gondiocha vládl sám († asi 476 ?) Neměl mužské potomky                                                                                             |                                                                                       |                                                                                  |                                                                                  |
| Čtyři synové Gondiocha |                                                                                       |                                                                                  |                                                                                  |
| Godomar II. († datum úmrtí neznámé, ale před rokem 476. Nevládl) | Chilperich II. († datum úmrtí neznámé, ale před rokem 476. Nevládl) Otec Chrodechildy | Godegisel manželka Theodelinda                                                   | Gundobad manželka Carétène († 516)                                               |
| Godegisel († 500) | Godegisel († 500)                                                                     | Gundobad († 516)                                                                 | Gundobad († 516)                                                                 |
| Gundobad po smrti Godegisela vládl sám († 516) |                                                                                       |                                                                                  |                                                                                  |
| Gundobad († 516) | Gundobad († 516)                                                                      | Zikmund kolem roku 494 se oženil s Ostrogótou, dcerou krále Theodoricha Velikého | Zikmund kolem roku 494 se oženil s Ostrogótou, dcerou krále Theodoricha Velikého |
| Zikmund († 523) |                                                                                       |                                                                                  |                                                                                  |
| Godomar III. († po roce 534) |                                                                                       |                                                                                  |                                                                                  |
| V roce 534 království Burgundů zaniklo, stalo se součástí franské říše. Území rozděleno mezi franské krále.                                                               |                                                                                       |                                                                                  |                                                                                  |